# Retrato de una dama
Retrato de una dama (título original: The Portrait of a Lady) es una novela de Henry James, publicada originariamente de forma seriada en las revistas The Atlantic Monthly y Macmillan's Magazine durante los años 1880 y 1881, y como libro ese último año. Se trata de la historia de Isabel Archer, una mujer estadounidense que "afronta su destino", destino que encuentra abrumador. Tras heredar una gran suma de dinero, se convierte en la víctima de un maquiavélico plan. Al igual que otras muchas novelas de James, transcurre principalmente en Europa, particularmente en Inglaterra e Italia. Considerada generalmente como la obra maestra de los primeros trabajos de Henry James, refleja su interés en las diferencias entre el Nuevo y el Viejo Mundo. También trata en profundidad temas como la libertad personal, la responsabilidad, la traición y la sexualidad.